# Klimaschutzmanagement
Klimaschutzmanagement – teilweise auch etwas verkürzend “Klimamanagement” genannt – bezeichnet sowohl ein strategisches, als auch ein projektbasiertes Vorgehen mit dem Ziel der Reduzierung des Ausstoßes von Treibhausgasen. Mit der Anstellung der relativ neuen Berufsgruppe von sogenannten „Klimaschutzmanagern“ wird das Monitoring über die Emissionen von Treibhausgasen und Luftschadstoffen, welche den Klimawandel befördern, in der Ausführung gegenüber der Vergangenheit feingliedriger, da die Klimaschutzmanager in der Regel auf lokaler Ebene agieren. Die Hebel zur Veränderung, nämlich weniger Treibhausgase auszustoßen, werden bei der Emissionsverursachung angesetzt.

## Grundlegendes
Der Begriff „Klimaschutzmanagement“ ist nur im deutschsprachigen Raum präsent und geprägt durch die Einrichtung eines Förderprogramms zugunsten des Klimaschutzes durch den Bund seit 2012, adressiert in erster Linie an Städte und Gemeinden. Das im Oktober 2019 von der Bundesregierung (der BRD) beschlossene „Klimaschutzprogramm 2030“ setzt den „Klimaschutzplan 2050“ mit konkreten Maßnahmen um. Im Zuge dessen wurde vom Bundesumweltministerium die jüngste Fassung der «Richtlinie zur Förderung von Klimaschutzprojekten im kommunalen Umfeld („Kommunalrichtlinie“ (KRL))» ausgearbeitet, die am 1. Januar 2022 in Kraft getreten ist und die bis zum 31. Dezember 2027 gilt. Im juristischen Sinne ist eine „Richtlinie“ kein Gesetz, sondern ein leitender Grundsatz oder eine anleitende Anweisung (Linie) für ein bestimmtes Verhalten. Im Verwaltungsrecht erlässt eine vorgesetzte Behörde vielfach Richtlinien für das einheitliche Verhalten der nachgeordneten Behörden. Für die übergeordnete Behörde ist die Richtlinie hinsichtlich des zu erreichenden Ziels verbindlich, doch ist den Stellen nachgeordneter Behörden grundsätzlich die Wahl der Form und der Mittel der Umsetzung überlassen. Innerhalb der Umsetzungsfrist einer Richtlinie darf die übergeordnete Behörde keine Vorschrift erlassen, die geeignet ist, die Erreichung des in der Richtlinie angestrebten Ziels ernsthaft in Frage zu stellen. Die „Kommunalrichtlinie“ bewirkt die finanzielle Bezuschussung einer Vielzahl von klimafreundlichen Projektmaßnahmen auf lokaler Ebene durch den Bund.

### Kommunale und Länder-spezifische Verankerung des Klimaschutzmanagements in Deutschland
Da die Veränderungspotenziale zugunsten des Klimaschutzes im kommunalen Bereich für groß gehalten werden, wird das Klimaschutzmanagement als eine Aufgabe angesehen, die meist in der Verwaltung „im kommunalen Umfeld“ angesetzt ist, seltener bei Stadtwerken, einer ausgegliederten Wirtschaftsförderung oder bei kommunalen Verbänden. In jedem Fall ist das Klimaschutzmanagement eine Querschnittsaufgabe im eher zuständigkeits-orientierten System der Verwaltung. Denn letztendlich sind für den oben genannten Veränderungsprozess viele kleine Änderungen an sehr vielen Stellen notwendig. Je nach Kompetenz der Stelleninhaber wird das Klimaschutzmanagement, das von der lokalen Ebene ausgeht, auch schon mal als Greenwashing hingestellt und kritisiert. Klimaschutzmanager finden Beschäftigung in der öffentlichen Verwaltung, z. B. bei Ämtern für Umwelt- und Naturschutz. Diese sind ungefähr auf der untersten Verwaltungsebene (Landratsämter/Kreisverwaltungen) zu verorten. Damit sind Klimaschutzmanager Angestellte bzw. Beamte der Bundesländer, auch wenn die untere Verwaltungsebene in den Flächenländern regional verteilt liegt, sind es wohl die Länder, nicht die Kommunen, die für deren Stellen aufkommen; allerdings besteht das Problem, dass das Bundesumweltministerium in Bundesländern mit Vollkommunalisierung (Niedersachsen, Saarland, Sachsen und Sachsen-Anhalt) auf die unterste Verwaltungsebene keinen „Durchgriff“ hat. Dort liegt die Richtlinienkompetenz bei den demokratisch gewählten Gremien des jeweiligen Landkreises, sprich: bei den Gremien des jeweiligen Kreistags. Zu den „Klimaschutzmanagern“ ähnlich ausgerichtete Funktionsträger sind auch bei kirchlichen Trägern, Bildungseinrichtungen und teilweise in Unternehmen zu finden.

### Handlungsfelder, Erstellung von Klimaschutzkonzepten
Klassische Handlungsfelder im Klimaschutzmanagement sind: Ausbau erneuerbarer Energien, Energieeffizienz und Sanierung/Bauen, Verbraucherberatung/Konsum/Bildung, Zusammenarbeit mit der lokalen Wirtschaft, klimagerechte Mobilität und Öffentlichkeitsarbeit/Bürgerbeteiligung. Am Anfang eines Klimaschutzmanagements wird meistens ein Klimaschutzkonzept erstellt. Dieses stellt die aktuelle Situation zum Klimaschutz in der jeweiligen Kommune als Treibhausgasbilanz dar, ermittelt Potenziale und enthält konkrete Maßnahmen. Das Klimaschutzkonzept wird im Regelfall unter Einbindung von lokalen Akteuren aus Politik, Verwaltung, Zivilgesellschaft und Wirtschaft erstellt.

## Konkrete Umsetzung von Klimaschutzvorhaben
Zum Klimaschutzmanagement gehört, neben dem Verfolgen einer Strategie und dem Umsetzen von konkreten Projekten sowie vielen Gesprächen, auch die Bilanzierung, ob die erarbeitete Strategie erfolgreich verfolgt worden ist und Ziele erreicht werden. Im Abstand von mindestens 2–3 Jahren sollte daher von Neuem eine Treibhausgasbilanz erstellt werden. Neben dem Sammeln von Energie- und Umweltdaten für nachfolgendes Monitoring stellen finanzielle Anreizsysteme zum Klimaschutz ein weiteres Hilfsinstrument für die Praxis dar. Zu beachten ist allerdings, dass sich messbare Erfolge meist erst langfristig messen lassen. Die Erfolge sind oft in einer veränderten Haltung und veränderten Verhaltensweisen zu finden, die sich oft kaum quantitativ bilanzieren lassen. Daher sollte ein Klimaschutzmanagement und die entsprechende(n) Personalstelle(n), insbesondere die der sogenannten „Klimaschutzmanager“, grundsätzlich langfristig angelegt sein.